# Cree (comté de Clare)
Cree ou Creegh (en irlandais : An Chríoch (The end (la fin, la frontière)) est un petit village dans le comté de Clare, en Irlande. 

## Géographie
Le village est situé à un carrefour près des villes de Doonbeg et Cooraclare, à l'ouest du comté. Les grandes villes les plus proches sont Kilrush et Ennis qui sont respectivement à 11 et 42 km.
Cree est situé dans la paroisse Cree/Cooraclare et dans le diocèse de Killaloe. Cooraclare, Doonbeg, Mullagh sont les petites agglomérations les plus proches avec Quilty, Kilmihil, Kilkee et Milltown Malbay, de petites villes voisines.
Le recensement de 2006 du Bureau central des statistiques a estimé la population de Cree et de ses townlands à 457 habitants[réf. nécessaire].
À Dromheilly Cree, se trouve un sanctuaire sacré qui, chaque année en août, donne lieu à une semaine de rassemblements suivis par les habitants de l'ouest du comté de Clare.
La majorité des habitants vivent de l'agriculture et une grande partie des terres est utilisée pour l'élevage laitier.
La rivière Creegh traverse le village et se jette dans l'océan Atlantique à Doughmore Bay, près de Doonbeg.

## Histoire
Aux XVe et XVIe siècles, le territoire de Clare était divisé en baronnies. Le nom du village viendrait du mot irlandais Críoch signifiant « la fin », car le village était situé à la frontière d'une de ces baronnies Ibrickane et Corca Bhaiscin.

## Commodités
Le secteur est desservi par l'église catholique (Saint Mary's), une maison publique, une restauration rapide, deux écoles primaires (à Cree et Clohanbeg), une école maternelle, un centre communautaire, un garage, une entreprise de coiffure et de beauté et une boutique d'épicerie fine. 
Le siège social de Clean Ireland Recycling est situé à Cree. Plusieurs maisons et chambres d'hôtes sont situées à Cree et dans les environs.[réf. nécessaire]